# Фундація прав людини
Фундація прав людини (англ. Human Rights Foundation (HRF)) є некомерційною організацією, яка зосереджена на просуванні та захисті прав людини в усьому світі, з акцентом на закриті суспільства. HRF організовує Форум свободи в Осло. Human Rights Foundation був заснований у 2005 році Тором Халворсеном Мендосою, венесуельським кінопродюсером і правозахисником. Нинішнім головою правління є шаховий гросмейстер Гаррі Каспаров, а Хав'єр Ель-Хаге є головним юридичним директором. Головний офіс фонду знаходиться в Емпайр-Стейт-Білдінг у Нью-Йорку.